# Geissois hippocastaneifolia
Geissois hippocastaneifolia är en tvåhjärtbladig växtart som beskrevs av André Guillaumin. Geissois hippocastaneifolia ingår i släktet Geissois och familjen Cunoniaceae. Inga underarter finns listade i Catalogue of Life.